# Duingt

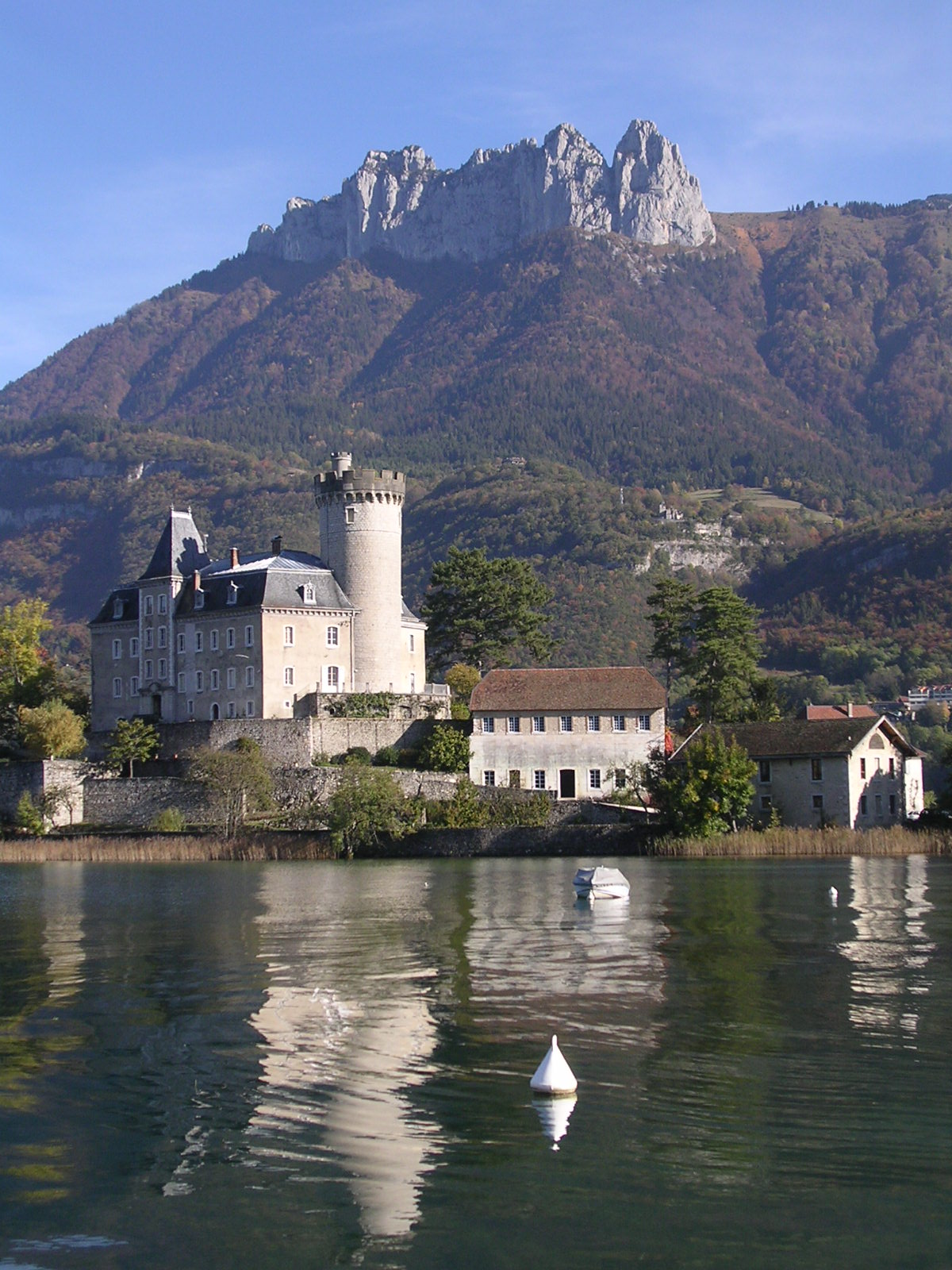
Zamek Ruphy z XI w. (2004)

Duingt – miejscowość i gmina we Francji, w regionie Owernia-Rodan-Alpy, w departamencie Górna Sabaudia.
Według danych na rok 1990 gminę zamieszkiwało 635 osób, a gęstość zaludnienia wynosiła 145 osób/km² (wśród 2880 gmin regionu Rodan-Alpy Duingt plasuje się na 1034. miejscu pod względem liczby ludności, natomiast pod względem powierzchni na miejscu 1563.).